# براد گوشو
براد گوشو (انگلیسی: Brad Gushue؛ زادهٔ ۱۶ ژوئن ۱۹۸۰) ورزشکار کرلینگ و از برندگان مدال‌های بازی‌های المپیک زمستانی ۲۰۰۶ اهل کانادا است.